# Sculeni
Sculeni è un comune della Moldavia situato nel distretto di Ungheni di 5.470 abitanti al censimento del 2004.

## Località
Il comune è formato dall'insieme della seguenti località (popolazione 2004):
- Sculeni (2.792 abitanti)
- Blindeşti (612 abitanti)
- Floreni (336 abitanti)
- Gherman (1.730 abitanti)